# Porto Albona
Porto Albona o anche Portalbona (in croato Rabac; in italiano anche Rabaz) è un insediamento del comune di Albona, nella regione istriana, in Croazia. Nel 2001, la località conta 1 472 abitanti.

## Società

### Evoluzione demografica
Abitanti censiti: